# MBH Bank Ballan CSB
Az MBH Bank Ballan CSB egy olaszországi profi országúti kerékpárcsapat. Kontinentális besorolású csapat. Bár olaszországi bejegyzésű, névadó szponzora a magyarországi MBH Bank, szakmai igazgatója pedig az 1997-es Tour de Hongrie győztese, Bebtó Zoltán.

## Keret

### 2025
| A csapat versenyzői 2025 | A csapat versenyzői 2025 | A csapat versenyzői 2025              | A csapat versenyzői 2025 |
| Név                      | Születésnap              | Előző csapat                          |                          |
| ------------------------ | ------------------------ | ------------------------------------- | ------------------------ |
| Matteo Ambrosini         | 2002. április 23.        |                                       |                          |
| Christian Bagatin        | 2002. június 14.         | SIAS Rime (2023)                      |                          |
| Balogh Zsombor           | 2006. április 10.        |                                       |                          |
| Diego Bracalente         | 2004. december 6.        |                                       |                          |
| Gabriele Casalini        | 2004. október 9.         |                                       |                          |
| Cesare Chesini           | 2004. március 11.        | Zalf Euromobil Fior (2024)            |                          |
| Edoardo Cipollini        | 2005. április 27.        |                                       |                          |
| Luca Cretti              | 2001. június 30.         | Casillo-Petroli Firenze-Hopplà (2022) |                          |
| Matteo Fiorin            | 2005. június 14.         |                                       |                          |
| Makrai Bálint            | 2006. október 6.         |                                       |                          |
| Lorenzo Masciarelli      | 2003. október 22.        |                                       |                          |
| Lorenzo Nespoli          | 2004. szeptember 30.     |                                       |                          |
| Pavel Novák              | 2004. december 3.        | Ciclistica Trevigliese (2022)         |                          |
| Manuel Oioli             | 2003. május 17.          | Q36.5 Continental (2024)              |                          |
| Samuel Quaranta          | 2002. április 15.        |                                       |                          |
| Enrico Simoni            | 2006. június 22.         |                                       |                          |
| Takács Zsombor Tamás     | 2006. január 6.          |                                       |                          |
| Valent Márk              | 2004. június 11.         | Epronex-Hungary Cycling Team (2023)   |                          |
| Vas Barnabás             | 2006. február 23.        |                                       |                          |
| Leonardo Vesco           | 2005. július 30.         |                                       |                          |
|                          |                          |                                       |                          |
| Forrás: ProCyclingStats  |                          |                                       |                          |